# Horvát euróérmék
Horvátország 2023. január 1-jével bevezette az eurót addigi nemzeti valutája, a kuna helyett, az eurózóna 20. tagállamaként.
Az euróérmék az Európai Unió közös pénznemének, az eurónak érméi. Az érmék kinézetéről és az érvényes címletekről a Tanács 975/98/EK rendelete rendelkezik.
Az érmék nyolc különböző névértékben készülnek, ezek az 1, 2, 5, 10, 20 és 50 centesek, továbbá az 1 és 2 eurósok. Az érmék alapvető tulajdonságai (méret, súly, szín, ötvözet, élminta) illetve írásoldali véseteik megegyeznek. Sajátosságuk, hogy fejoldaluk a kibocsátó (előállító) ország szerint változik, arra jellemző.

## Címletek
| Érme                   | Leírás               | Különlegesség                | Tervező                                 | Kép |
| ---------------------- | -------------------- | ---------------------------- | --------------------------------------- | --- |
| 0,01 €, 0,02 €, 0,05 € | Glagolita jel        | —                            | Maja Škripelj                           |     |
| 0,10 €, 0,20 €, 0,50 € | Nikola Tesla         | —                            | Ivan Domagoj Račić                      |     |
| 1,00 €                 | nyest                | —                            | Jagor Šunde, David Čemeljić, Fran Zekan |     |
| 2,00 €                 | Horvátország térképe | Az érme szélén lévő felirat: | Ivan Šivak                              |     |